# Палмер, Кайли
Кайли Палмер (англ. Kylie Palmer; род. 25 февраля 1990 года, Брисбен, Квинсленд) — австралийская пловчиха. Специализируется в плавании вольным стилем на средних дистанциях (200, 400, и 800 метров).

## Биография
Дебютировала в составе сборной страны на Пекинских Олимпийских играх 2008 года. Она финишировала шестой в заплыве на 800 метров и выиграла золотую медаль в эстафете 4 × 200 вольным стилем. 13 апреля 2015 года Кайли Палмер была уведомлена, что допинг-проба, взятая 31 июля 2013 года содержала следы запрещённого препарата фуросемида, она была временно отстранена от соревнований и не смогла принять участие в чемпионате мира 2015 года в Казани. К Олимпиаде-2016 в Рио-де-Жанейро срок отстранения истёк, и она собиралась принять участие в этих соревнованиях, но получила травму руки.